# قائمة مسلسلات رمضان 2014
قائمة مسلسلات رمضان 2014 هذه قائمة بالمسلسلات التلفزيونية التي عُرضت في شهر رمضان 2014:
| اسم المسلسل        | التقيم | الابطال                                                         | تصنيف العمل      | القصة |
| ------------------ | ------ | --------------------------------------------------------------- | ---------------- | --- |
| العافور            | 6.3    | عبدالحسين عبدالرضا - حسن البلام - إلهام الفضالة - هيا الشعيبي   | كوميدي           | في إطار الدراما الاجتماعية تدور أحداث المسلسل، حيث أسرة (عبدالله العافور) التي تعيش في منزل واحد في ظل ترابط ووحدة، وما تتعرض له هذه الأسرة من ضغوط حياتية تمر بها، محاولة التمسك بالقيم والتقاليد رغم اختلاف أفراد الأسرة في العمر والفكر، وفي ظل المشاكل والقضايا الاجتماعية التي يمر بها العالم.. |
| ثريا               | 5.0    | سعاد عبدالله - زهرة الخرجي - فاطمة الحوسني - يسرية المغربي      | دراما            | دراما اجتماعية، عن أحوال المجتمع الكويتي من خلال شخصية (ثُريا) التي تمر بظروف نفسية سيئة؛ حيث تتزوج مرتين أخرتين، بعد أن تزوجت قبلهما زواجًا تقليديًا، وهي في سن صغيرة لم تستوعب لحظتها ما يدور حولها من ظروف، ثم ترتبط من دكتور مصري ليتركها بعد أن يعود لزوجته |
| ريحانة             | 4.5    | حياة الفهد - صلاح الملا - عبدالمحسن النمر - زهرة عرفات          | دراما            | ترصد أحداث المسلسل معاناة المرأة المعنفة التي تتعرض لأذى جسدي وتفاعلها مع قضايا المجتمع عبر شخصية محورية هي (ريحانة محمد)، التي ترأس داراً تتركز مهمته في إيواء النساء اللواتي يتعرّضن للضرب على يد أهلهنّ وأزواجهنّ، لتجد نفسها فجأةً أنّها وضعت منزلها في مهب الريح في الوقت الذي كانت فيه تحاول إنقاذ... |
| كيد الحموات        | 6.7    | ماجدة زكي - هالة صدقي - إنتصار - سوسن بدر                       | - عائلي - كوميدي | تدور أحداث المسلسل في إطار دراما كوميدية، حول 4 سيدات مختلفات في طباعهن الشخصية، يتزوج أبناؤهن فيبدأن في تطبيق نظرية سيطرة الحموات، سواء على زوجات أبنائهن، أو حتى على الأبناء شخصياً |
| دهشة               | 8.0    | يحيى الفخراني - يسرا اللوزي - فتحي عبدالوهاب - نبيل الحلفاوي    | دراما            | يرصد المسلسل قصة رجل ثري (يحيي الفخراني) لدية ثلاث بنات، يقرر هذا الرجل توزيع تركته على بناته وهو حي يرزق، تتعقد حياة هذا الوالد حين يكتشف أنه ارتكب خطأ جسيمًا، تبدأ بنات هذا الرجل في معاملته بجحود، لتستقل كل واحدة منهن بميراثها تاركة خلفها والدها، تكشف الأحداث النقاب عن بعض المشاكل التي يعيش فيها...اقرأ المزيد المجتمع من فساد وجشع بالإضافة إلى عقوق الوالدين والجحود |
| إمبراطورية مين     | 6.6    | هند صبري - محمد شاهين - عزت أبو عوف - سلوى خطاب                 | كوميدي           | تدور أحداث المسلسل حول عائلة مصرية مقيمة في الخارج، وفي يوم من الأيام، يستبد الحنين بكل من الأب والأم (محمد شاهين وهند صبري)، فيقرران العودة إلى مصر، ويوافق الأبناء على هذا القرار على مضض، وبعد العودة تواجه العائلة العديد من المواقف والمفارقات الكوميدية التي لم تكن لتخطر لهما على بال |
| جبل الحلال         | 8.2    | محمود عبدالعزيز - وفاء عامر - مي سليم - سلوى خطاب               | دراما            | تدور أحداث المسلسل عن رجل من قرية (الكوامل) في محافظة (سوهاج) يدعى (منصور أبو هيبة/محمود عبدالعزيز) ، وهو أحد أهم رجال الأعمال في (مصر) ، كما أن له علاقات مع المافيا الأوروبية، يتاجر في المخدرات، والسلاح، والآثار . متزوج من ابنة عمه (غنيمة/وفاء عامر) ، يحبها بشدة، وله منها ثلاث بنات . \nألد...اقرأ المزيد أعدائه هو (كين أو جدعون/طارق لطفي) ، وهو من غجر (مصر) الذين كانوا يقطنون الصعيد، جد (أبو هيبة) طردهم من قرية (الكوامل) خوفا على أصل عائلته من الغجر . \nيتعرض (أبو هيبة) لمحاولة اغتيال توشك أن تودي بحياته، يخرج منها عازما على تغيير الطريقة التي كان يعيش بها |
| السيدة الأولى      | 6.7    | غادة عبدالرازق - ممدوح عبدالعليم - باسل خياط - أنوشكا           | دراما            | يرصد المسلسل قصة حياة مريم (السيدة الأولى) زوجة رئيس الجمهورية، والتي تتزوجه بعد أن ينفصل عن زوجته الأولى ووالدة أبنائه، طموح مريم كبير فهي تسعى للسيطرة على الحكم خاصة بعد تعرض الرئيس لمحاولة إغتيال، وتكالب جميع رجال السلطة على كرسي الحكم، فهل ستنجح مريم في مبتغاها أم سيفشل مخططها |
| مبسوطة يا توتة     | 0.0    | محمود العسيلي - مي كساب - سوسن بدر - كريمة عبدالله              | - عائلي - كوميدي | في إطار كوميدي اجتماعي تدور أحداث المسلسل، حيث يتناول مشاكل وقضايا الأسرة المصرية، والمجتمع المصري، وذلك من خلال عرض مشكلة كل يوم، وتتخلل الأحداث مجموعة من الأغاني التي تناقش تلك الحالة |
| وديمة وحليمة ج2    | 0.0    | سعاد علي - ملاك الخالدي - مرعي الحليان - أمل محمد               | كوميدي           | إستكمالاً لأحداث الجزء الأول، تستمر المنافسة بين الشقيقتين وديمة وحليمة، من خلال إطار من الكوميديا، والمواقف الساخرة، تحاول كل منهما إيقاع الأخرى في مشاكل، مما يزعج باقي أفراد العائلة، وجميع المحيطين بهم |
| شارع عبدالعزيز 2   | 6.7    | عمرو سعد - أحمد راتب - علا غانم - أشرف فاروق                    | دراما            | استكمالًا للجزء الأول من المسلسل العربي (شارع عبدالعزيز) تستمر الأحداث، حيث تتناول حياة (عبدالعزيز) بعدما أصبح نائبًا في الحزب الوطني، ونتيجة لفقد شقيقه، وزوجته، تتغير حياته، وتصبح أكثر وحشية، فيقرر تربية ابنه الوحيد بأسلوب قاس وصارم، وتتوالى الأحداث الاجتماعية، حيث تمر بثورة 25 يناير |
| تفاحة آدم          | 7.9    | خالد الصاوي - أميرة نايف - بشرى - ريهام عبدالغفور               | مصر              | تدور أحداث المسلسل حول نصاب محترف يتفنن في كيفية الحصول على كل ما يريده، ومهارته الفائقة في ألاعيب النصب قد أتعبت الأجهزة الأمنية التي تحاول بشتى السبل القبض عليه، وتتغير حياة النصاب تماما عندما يقابل في طريقه فتاة متخصصة في قرصنة الحواسيب، والتي تصير خير عون له |
| كلام على ورق       | 7.6    | هيفاء وهبي - أحمد زاهر - ماجد المصري - أشرف زكي                 | جريمة            | في إطار الدراما التلفزيونية الاجتماعية تدور الأحداث، حيث تتناول جريمة قتل تحدث لأحد المصريين المقيمين بـ(لبنان)، و يتم اتهام حبيبة البيطار(هيفاء وهبي) مصممة الأزياء بالجريمة، وخلال التحقيق معها تتكشف شبكة العلاقات المتشابكة لمجموعة من المصريين بـ(لبنان) ، مما يغير تمامًا مجرى الأحداث وسير القضية |
| فيفا أطاطا         | 7.1    | محمد سعد - إيمي سمير غانم - سامي العدل - عبدالرحمن أبو زهرة     | كوميدي           | تدور أحداث المسلسل حول العجوز (أطاطا) التي تسبب المشاكل لنفسها ولمن حولها، فتدخل السجن بعد اتهامها بارتكاب جريمة، وتثير بعض الأزمات داخل السجن وتسبب العديد من المشاكل لمأمور السجن، والذي تعانى ابنته من مرض نفسى يجعلها منفصلة عن الواقع وتعيش بعقلية طفلة صغيرة، وأنها ستشفى من هذه العقدة النفسية بعد أن...اقرأ المزيد تقابل أطاطا؛ والتى ستقص عليها حكايات من الماضى حتى يتم شفاؤه |
| الإكسلانس          | 7.5    | أحمد عز - نور اللبنانية - أحمد رزق - صلاح عبدالله               | مصر              | في جو درامي ممزوج بالتشويق والإثارة، يرصد المسلسل قصة رجل ناضج يُطلق عليه لقب الاكسلانس (أحمد عز)، والذي يجد نفسه في غمضة عين مُتهمًا بجريمة قتل غريبة وبشعة، والأغرب أنه لا ناقة له ولا جمل في تلك القضية. تنقلب حياة هذا الرجل رأسًا على عقب، ويجد أنه يتعين عليه الهروب من أجل إثبات براءته، ويتنقل من...اقرأ المزيد بلدة إلى أخرى في محاولة يائسة منه للبحث عن الحقيقة. على الجانب الآخر، تساعد هذا الرجل المظلوم فتاة شابة تربطهما ببعضهما البعض قصة حب، ولكن الظروف تقف أمامهما                                                                                                  |
| ابن حلال           | 8.0    | محمد رمضان - هالة فاخر - وفاء عامر - سارة سلامة                 | دراما            | يرصد المسلسل قصة شاب (محمد رمضان) سافر من قنا إلى القاهرة من أجل العمل، ولا يجد أمامه غير العمل كـ \"نقاش\". يتعثر هذا الشاب في كثير من المشاكل بسبب فقره المدقع، ورغبته في العيش حياة كريمة هو ووالدته (هالة فاخر). تنقلب حياة هذا الشاب رأسًا على عقب بعدما يجد نفسه متورطًا في شيء يفوق قدرة...اقرأ المزيد تحمله، ويتعين عليه النجاة بنفسه قبل فوات الأوان. يكشف المسلسل النقاب أيضًا عن المشاكل الكامنة داخل المجتمع المصري بكل أشكالها |
| سجن النسا          | 7.7    | نيللي كريم - درة - روبي - أحمد داود                             | دراما            | تدور أحداث المسلسل المستوحاة عن وقائع حقيقية حول ثلاث نساء تعرضن للعديد من المصاعب في حياتهن، وعانين من الظلم البين، مما أدى بهن إلى ارتكاب جرائم متفرقة، ومن ثم ينتهي بهن الأمر في السجن، ليبدأن مرحلة جديدة من حياتهن تختلف عما عشنه كلية، خاصة بعد اندلاع ثورة الخامس والعشرين من يناير والتي يتبدل معها. |
| خواتم              | 5.1    | عبدالمنعم عمايري - كاريس بشار - كندة حنا - عبدالهادي الصباغ     | رومانسي          | تدور أحداث المسلسل حول رجل أعمال ناجح (عبد المنعم عمايري) وذي نفوذ كبير يدعى (حاتم)، وفي نفس الوقت معروف بعلاقاته النسائية المتعددة؛ حيث يدير شبكة مكونة من خمس نساء يعملن لحسابه وينفذن كل ما يأمر به، ولكن مع تطور الأحداث، ينشب فجأة صراع كبير بين حاتم وبين النساء الخمس بعد أن ظن أنهن رهن إشارته على...اقرأ المزيد الدوام |
| دلع بنات           | 7.6    | مي عز الدين - كندة علوش - محمد إمام - سعد الصغير                | كوميدي           | تدور أحداث المسلسل في إطار كوميدي حول الفوارق الطبقية في المجتمع من خلال قصة صديقتين، تنتمي إحداهما للطبقة الشعبية، بينما تنتمى الأخرى للطبقة البرجوازية، ويولد هذا الاختلاف بينهما العديد من المفارقات والمواقف الكوميدية |
| منطقة محرمة        | 8.0    | هدى حسين - باسمة حمادة - حسين المنصور - سحر حسين                | دراما            | عائلة أرستقراطية مكونة من رجل، وسبع سيدات، لكل منهم شخصية مستقلة، ويوم خاص مليء بالأحداث والمواقف الاجتماعية، ولكن بسبب الحقد تبدأ المشاكل في الظهور بينهم، يتناول المسلسل القضايا الشائكة في علاقة الرجل بالمرأة بشكل جريء في إطار عائلي، محاولا إيجاد حلول لهذه المشكلات لعدم تفكك الأسرة |
| حب ولكن            | 0.0    | خالد أمين - صلاح الملا - زهرة الخرجي - هدية سعيد                | رومانسي          | يحكي العمل قصة تتلخص في التلاحم الأسري والصراعات بين الإخوة تجاه الإرث والجشع والطمع بينهم، كذلك يتحدث عن عدم تقبل المجتمع لعادات وتقاليد لا تخدم الأسرة بشيء كقضايا الحبّ، فتكون العواقب سلبية مثل التفكك الأسري وعديد من المشكلات التي تمسّ الواقع الاجتماعي خاصة في منطقة الخليج |
| العملية مسي        | 6.8    | أحمد حلمي - بشرى - صلاح عبدالله - مادلين طبر                    | كوميدي           | قرد يُدعى (مسعد) أو (ميسي)، يترعرع في إحدى المناطق الشعبية، وتجنده السلطات المصرية لكي يعمل معهم من أجل متابعة الأنشطة التي تقوم بها العميلة الأمريكية (جيني)، وفي نفس الوقت تحاول المخابرات الأمريكية تجنيده هى الأخرى من أجل التجسس على الدكتورة (نهى) للوقوف على ما انتهى إليه بحثها حول مرض جنون البقر |
| كعب عالي           | 0.0    | محمد جابر - عبدالعزيز الحداد - مرام البلوشي - عبدالله التركماني | دراما            | في إطار من التشويق والإثارة يطرح المسلسل العديد من القضايا التي تمس المجتمع الخليجي، مستمدًا في ذلك حكايات من واقع الحياة اليومية، لافتًا النظر إلى التغييرات التي طرأت على المجتمع الخليجي مؤخرًا، وآثر ذلك التغيير على العلاقات بين أفراده |
| دكتور أمراض نسا    | 6.4    | مصطفى شعبان - صابرين - حورية فرغلي - طارق صبري                  | كوميدي           | يرصد المسلسل حياة طبيب أمراض نساء شاب (مصطفى شعبان)، لدي هذا الطبيب العديد من العلاقات النسائية، ولكنه يقرر أخيرًا الزواج. في ليلة زفافه يجد أن ماضيه يطارده، وكل فضائحه تنكشف، فتنقلب حياته رأسًا على عقب، ويصبح يتعين عليه تصفيه الحسابات القديمة؛ إذا كان يرغب في عيش بقية حياته في سلام. على الجانب...اقرأ المزيد الآخر، توجد شقيقة الطبيب (صابرين)؛ والتي تُعد كأم له نظرًا لعلاقتهما الوطيدة وحبهما الشديد لبعضهم البعض |
| المرافعة           | 6.6    | فاروق الفيشاوي - باسم ياخور - سميحة أيوب - محسن محيي الدين      | دراما            | تدور أحداث المسلسل في إطار سياسي تشويقي، عن رجل أعمال فاسد مشهور بعلاقاته النسائية المتعددة، رغم اعتراض زوجته وضيقها بالأمر كله، حتى يتزوج من فنانة شهيرة، لكنها تُقتل، ليتم اتهامه هو بقتلها، مع آخرين، حتى يتم التوصل في النهاية إلى القاتل الحقيقي |
| السبع وصايا        | 6.7    | رانيا يوسف - هيثم أحمد زكي - هنا شيحة - أيتن عامر               | غموض جريمة       | بعد غياب طويل يجتمع أبناء (سيد نفيسة) السبعة بعد أن تبلغهم (بوسي) بأن أباهم الراقد في غيبوبته يملك 28 مليون جنيه لم يكونوا على علم بها على الإطلاق ، ويتفقون جميعًا على قتله لكي يرثوا ماله ، وبعد اختفاء جثته بشكل مريب ، وافتضاح أمرهم ، والقبض على (بوسي) ، يفترق الأخوة ، ويذهب كل منهم إلى بقعة مختلفة...اقرأ المزيد من بقاع البلاد ، ولكن رغم كل ذلك ، لا يزال القدر يحمل في جعبته للأشقاء السبعة الكثير من المفاجآت |
| خف علينا           | 5.3    | عبدالناصر درويش - ناصر محمد - شكران مرتجى - محمد أنور           | كوميدي           | يتناول المسلسل في إطار كوميدي قضية المكفوفين في المجتمع العربي، عن طريق تسليط الضوء على كيفية التعامل معهم والسعي إلى تأمين احتياجاتهم من أجل الرقي في بناء المجتمع لكسر قيود الإعاقة وتخطي حدودها |
| الحب سلطان         | 0.0    | عبدالمحسن النمر - زهرة الخرجي - خالد سليم - محمود بوشهري        | رومانسي          | تدور أحداث المسلسل في إطار درامي رومانسي حول قصص ثلاثة شباب من خلال تناول علاقاتهم الأسرية والاجتماعية وما يمرّون به من علاقات حب، وأحلامهم في النجاح والحصول على المال، وإختلافهم مع عادات وتقاليد المجتمع الذي يعيشون في |
| يا من كنت حبيبي    | 0.0    | غازي حسين - هيا عبدالسلام - حسين المهدي - أمل العوضي            | رومانسي          | في جو درامي رومانسي تدور أحداث المسلسل بين مجموعة من الأشخاص الذين تحدث بينهم العديد والعديد من التشابكات، والتي تخفي الكثير من الغموض والمفاجأت الغريبة |
| كومار              | 0.0    | مشاري البلام - ليلى السلمان - عادل شمس - إبراهيم الحربي         | - عائلي - كوميدي | تدور أحداث المسلسل في إطار كوميدي حول (كومار) العامل الهندي البسيط الذي جاء للعمل في الخليج، ومع الوقت الوقت تربطه علاقة صداقة قوية مع رجال أعمال أثرياء، فتنفتح له أبواب الحظ، ويستطيع افتتاح مشاريع وعمل استثمارات ضخمة |
| خالي وصل           | 0.0    | طارق العلي - حسن حسني - سعيد سالم - مريم حسين                   | كوميدي           | تدور أحداث المسلسل في إطار إجتماعي كوميدي حول الشاب (دعيج) وهو من أب كويتي وأم مصرية، والذي يعوّل كثيراً على مجيء خاله المصري من الخارج، إذ يتصور أنه كوّن ثروة وسيكون مصدرًا للخير، والعكس صحيح بالنسبة للخال، فكلاهما يبني أحلامه على الآخ |
| الصياد             | 9.0    | يوسف الشريف - مي سليم - سناء شافع - أحمد صفوت                   | مصر              | تدور أحداث المسلسل حول شاب يعمل في أحد الأجهزة الأمنية، وبعد أن يقع له حادث يعيقه عن ممارسة مهام عمله، يتم استبعاده عن العمل في الجهاز، ولكن في وقت لاحق يقع أفراد الجهاز الأمني في حيرة أمام إحدى القضايا، ولا يبقى أمامهم سوى الاستعانة مجددًا بنفس الشاب الذي استغنوا عنه في السابق ليساعدهم في كشف...اقرأ المزيد الغموض حول هذه القضية |
| سيرة حب            | 6.0    | سيرين عبدالنور - مكسيم خليل - خالد سليم - هاني عادل             | رومانسي          | يتناول العمل قصة الفتاة صاحبة الأصول المصرية اللبنانية (سيرين عبد النور ) ، التي تقع في حيرة بين حب رجلين مصريين ، يقوم بدوريهما (مكسيم خليل) ، \nو(خالد سليم) الذي يجسد دور مهندس كمبيوتر ، تنقلب حياته عندما يقع في غرامها ، ليتحول من شخص لا يشغله سوى علاقاته النسائية المتعددة إلى رجل يسعى للوصول لقلب...اقرأ المزيد هذه الفتاة فقط |
| تذكرة داود         | 0.0    | داود حسين - علي جمعة - منى شداد - ضاري الرشدان                  | كوميدي           | تدور أحداث المسلسل في حلقات منفصلة متصلة ذات إطار كوميدي، عن داوّد الذي يسعى صديقه المُقرب، وشقيقته وزوجها لتزويجه، وفي كل حلقة يتعرف على فتاة جديدة مخططًا للزواج منها، إلا أنه في وفي كل مرة يفاجئ بعيب جديدة في العروسة المطروحة للنقاش |
| أهل إسكندرية       | 0.0    | هشام سليم - عمرو واكد - بسمة - هشام عبدالله                     | دراما            | تدور أحداث المسلسل في الحقبة ما قبل ثورة 25 يناير، وبالتحديد في عام 2010. حيث يحاول المسلسل رصد ملامح الفساد في الدولة المصرية، بدءاً من وزارة الداخلية وبالتحديد جهاز الشرطة، ومروراً بوزارة الإعلام، حتي رجال الأعمال وغيرهم، فيرصد المسلسل هذه الأحداث من عدة وجهات نظر في إطار اجتماعي محاولاً إيجاد...اقرأ المزيد حلول لهذه المشاكل |
| أنا وبابا وماما ج1 | 6.4    | أشرف عبدالباقي - نشوى مصطفى - بيومي فؤاد - لقاء سويدان          | كوميدي           | من خلال مجموعة حلقات متصلة منفصلة، تدور الأحداث في إطار كوميدي عن العديد من المشاكل الاجتماعية والأسرية التي تمر بها أي أسرة في المجمتع المصري، ومحاولة حلها |
| واي فاي 3          | 5.8    | منى شداد - هيا الشعيبي - فيصل بوغازي - عبد الإله السناني        | كوميدي           | يعد إستكمالًا للموسمين السابقين، ولكن هذا الموسم مختلف على صعيد المضمون، حيث هناك فقرات جديدة، وإسكتشات كوميدية تُناقِش قضايا متعلّقة بالشباب العربي والخليجي، إضافة غلى فقرة تتعلق بتقليد المشاهير |
| فرق توقيت          | 7.7    | تامر حسني - أحمد صلاح السعدني - محسن محيي الدين - مي سليم       | رومانسي          | تدور القصة حول ياسين المتعدد العلاقات النسائية، والذي يختفي في ظروف غامضة ومن ثم يدخل في غيبوبة، وتبدأ الشرطة في التحقيق في كيفية وأسباب إختفائه، ليكون كل من حوله متهمون، بداية من الفتاة التي تحبه بطريقة مرضية، وصديقه الذي يغار منه، ومنافسه في العمل وزوجته، وأخاه نظرًا للصراعات بينهم، فكل شخص...اقرأ المزيد يملك الدوافع لأن يكون هو من وراء ما حدث لياسين، وتتصاعد الأحداث حتى الوصول إلى حل لغز ياسين |
| عد تنازلي          | 8.0    | طارق لطفي - كندة علوش - عمرو يوسف - محمد فراج                   | مصر              | تدور أحداث المسلسل في قالب بوليسي اجتماعي عن سليم (عمرو يوسف) ، وزوجته (كندة علوش) اللذين يعيشان حياة عادية مستقرة ، ولكن تنقلب الأحداث ، وتتداخل الظروف ، ويضطر (سليم) لارتكاب العديد من الجرائم ، فيتولى المقدم حمزة (طارق لطفي) التحقيق في الأمر ، وكشف ملابسات الجرائم |
| كسر الخواطر        | 5.7    | عبدالعزيز جاسم - أسمهان توفيق - لمياء طارق - سلمى سالم          | دراما            | تدور أحداث المسلسل في قالب كوميدي حول رب عائلة ضعيف الشخصية، حيث تسيطر عليه زوجته طوال الوقت، وتتحكم فيه، وتجعله ممتثلا لإرادتها، وفي الوقت ذاته يقع الرجل في حيرة بين إرضاء زوجته، أو إرضاء والدته، أو إرضاء أي من بناته الثلاث |
| أنا عشقت           | 7.2    | أمير كرارة - داليا مصطفى - منذر رياحنة - أحمد زاهر              | رومانسي          | بعد أن يسافر حبيبها (حسن) في القطار، يتجمد جسد (ورد) على محطة القطار في وضع الوقوف، ولا يظهر ما يدل أنها مازالت على قيد الحياة، سوى قلبها الذي لم يتوقف عن النبض، ويتعاطف معها طبيب شاب من قاطني المدينة نفسها، ويتوجه في رحلة إلى مدينة القاهرة بحثًا عن (حسن) على أمل أن يساعد (ورد) لكي تفيق من سباتها،...اقرأ المزيد وتكشف له هذه الرحلة عن الكثير مما غمض من أمر (حسن |
| طماشة ج5           | 0.0    | جابر نغموش - أحمد الأنصاري - محمد العامري - ريماس منصور         | كوميدي           | مسلسل من حلقات منفصلة تتصدى للعديد من القضايا التي تهم الشارع الإماراتي بأطيافه المتعددة ومن جميع نواحي الحياة الاجتماعية والثقافية والتراثية بأسلوب ونكهة كوميدية، كما يناقش القضايا الاجتماعية ويلامس هموم المجتمع بشفافية وموضوعية |
| اتهام              | 7.5    | ميريام فارس - حسن الرداد - أحمد خليل - عزت أبو عوف              | دراما            | تدور احداث المسلسل حول ريم (ميريام فارس) التي تعاني من ظروف مادية قاسية، وهو ما يدفع أحد القوادين لملاحقتها من أجل أن يجندها لكي تعمل لصالحه، وينجح هذا الرجل في مسعاه ويهرب بها إلى القاهرة، وتبدأ في إقامة علاقات عديدة مع رجال الأعمال من خلال شبكة تديرها هي وهذا القواد |
| الكبير أوي ج4      | 8.0    | أحمد مكي - دنيا سمير غانم - سعيد طرابيك - ليلى عز العرب         | كوميدي           | استكمالا للأجزاء الثلاثة السابقة ، وبعد عودة (حزلئوم) من السفر ، وشرائه للبيت ، وتمكنه من امتلاك جميع الأراضي والأملاك ، يثير غيرة وحقد شقيقيه (الكبير) ، و(جوني) ، وتشتعل بينهم الصراعات ؛ لإثبات أهمية كل واحد منهم لدى أهل قرية (المزاريطة) ، وبين صراع وآخر تظل فكرة التخلص من (حزلئوم) قائمة |
| صديق العمر         | 4.3    | جمال سليمان - باسم سمرة - درة - صبري فواز                       | سيرة ذاتية       | يتناول المسلسل تفاصيل علاقة الصداقة التي جمعت بين الرئيس الراحل جمال عبد الناصر (جمال سليمان)، ووزير الدفاع والقائد العام للقوات المسلحة المصرية المشير عبد الحكيم عامر (باسم سمرة)، منذ زمالتهما في الكلية الحربية، مرورًا بكافة المراحل التي أدت بهما إلى الوصول إلى أعلى مراتب السلطة بعد تحرك الضباط...اقرأ المزيد الأحرار في عام 1952 وحتى نكسة عام 1967، كما يتناول المسلسل كذلك قصة الحب التي جمعت المشير عبد الحكيم عامر بالفنانة برلنتي عبد الحميد (درة زروق) والتي أدت إلى الزواج                                                                                         |
| سرايا عابدين ج1    | 6.1    | يسرا - قصي خولي - نيللي كريم - غادة عادل                        | سيرة ذاتية       | في قالب تاريخي، تدور أحداث المسلسل خلال فترة حكم الخديوي إسماعيل لمصر، وداخل سراي عابدين، حيث يحتدم الصراع والتنافس داخل أرجاء الحريم من أجل كسب رضا الخديوي إسماعيل (قصي خولي)، ويقف في هذا الصراع جلنار (نيللي كريم) زوجة الخديوي ذات الأصول الشركسية ، ووالدته الملكة خوشبار (يسرا)، وكذلك مع جواريه، كما...اقرأ المزيد يتطرق المسلسل للتوترات السياسية التي تدور حول الخديوي |
| صاحب السعادة       | 7.9    | عادل إمام - لبلبة - خالد زكي - أشرف زكي                         | كوميدي           | تدور أحداث المسلسل في إطار كوميدي حول حياة بهجت (عادل إمام) بعد تقاعده من عمله، مع زوجته وأبناءه وأحفاده، وما يلاقيه من مشاكل بسبب غيرة زوجته الشديدة عليه، ومشاكل مع أبناءه وأزواجهم، وأحفاده بسبب اختلاف الأجيال بينهم |
| بسمة منال          | 7.7    | هدى حسين - جاسم النبهان - عبدالرحمن العقل - عبدالإمام عبدالله   | جريمة            | تدور الأحداث في إطار درامي اجتماعي ، حيث المحامية (بسمة) التي تترافع عن أرملة شابة اتهمت بقتل زوجها ، فتحاول جاهدة البحث عن الأدلة التي تثبت براءة موكلتها ، وتتوالى الأحداث ، حيث تتعرض المحامية للعديد من المواقف ، والمفارقات |
| المعزب             | 6.4    | أحمد جوهر - إبراهيم الصلال - عبدالرحمن العقل - محمد جابر        | الكويت           | تدور أحداث المسلسل خلال حقبة الأربعينيات في الكويت في إحدى المناطق القبلية، مع التركيز على أنماط العلاقات التي كانت تجمع الناس ببعضها خلال هذه الحقبة، وحول حادثة ثأر قديمة تتمحور حولها أحداث المسلسل، وتشكل بدورها المسارات التي ستتخذها الشخصيات لأنفسها |
| حلاوة الروح        | 7.6    | خالد صالح - غسان مسعود - مكسيم خليل - نسرين طافش                | - حرب - رومانسي  | تدور أحداث المسلسل حول شاب وفتاة من (سوريا) تجمعهما قصة حب ، يخوضان رحلة غير مأمونة العواقب من أجل تصوير فيلم وثائقي خلال سنوات الحرب الأهلية في (سوريا) ، وفي ذات الوقت تتقاطع هذه القصة مع قصة أخرى حول صحافيين جمعتهما قصة حب منذ ثلاثين عامًا ، واللذان يتلاقيان مرة أخرى خلال رحلة الصحافي المصري للبحث...اقرأ المزيد عن ابنته المخطوفة في (سوريا) |
| شمس                | 5.9    | ليلى علوي - جميل راتب - سميرة عبدالعزيز - هاني عادل             | دراما            | يدور العمل حول شمس الفتاة الثرية التي ترتبط بوالدها بشدة خاصة وأن والدتها توفت في الطفولة، ما تسبب في فشل زواجها في الأشهر الأولى، فتقرر أن تتجاوز أزمتها النفسية بعد الطلاق بإنشاء دار لرعاية الايتام ومشغل للفتيات اللاتي لا يجدن عمل، وذلك إلي جانب عملها في المشغولات اليدوية، لكنها تتعرض لحادث يغير...اقرأ المزيد حياتها للأبد |
| حب في الأربعين     | 0.0    | خالد أمين - نور الكويتية - ميس حمدان - نجوى الكبيسي             | دراما            | يطرح المسلسل صراعًا اجتماعيًا عاطفيًا بكل مشاكله المعقدة من خلال قصة دكتور أرمل وأب لبنات يقع بحب امرأة وهبت وقتها وعمرها لدراستها وعملها، تبدأ المشكلات عندما يرفض أصدقاء وعائلتي الطرفين هذه العلاقة، فهل يستطيع الحب الانتصار في النهاية والوصول للزواج |
| خميس بن جمعة       | 5.2    | فايز المالكي - سعاد علي - عبدالله عسيري - عبدالعزيز السكيرين    | كوميدي           | يعد مسلسل (خميس بن جمعة) عملا اجتماعيا كوميديا، تدور حلقاته المتصلة المنفصلة حول معالجة عدد من القضايا والمشكلات الاجتماعية السعودية والخليجية والعربية، من خلال كوميديا الموقف، والأحداث التي يتعرض لها أبطال العمل |
| فنجان البلد ج2     | 0.0    | - عبد الرحمن ظاهر - أنور خليل - لونا بشارة                      | كوميديا سوداء    | تستعرض حلقات المسلسل الساخر الفلسطيني فنجان البلد، قضايا اجتماعية وسياسية حساسة مرتبطة بشكل وثيق بفلسطين والمنطقة العربية، كل حلقة منفصلة ومستقلة وتناقش موضوعاً خاصاً بها. |